# Pig Beach
Pig Beach, également connue sous le nom Pig Island, ou encore L'île aux verrats, Major Cay et officiellement Big Major Cay, est une île inhabitée située aux îles Exumas, aux Bahamas, et connue pour abriter de nombreux porcs qui y ont été relâchés et qui, ne trouvant plus de nids d'oiseaux ou de reptiles pour se nourrir, n'hésitent pas à fouiller les plages à marée basse et même à aller dans l'eau à la recherche de vers et coquillages, faisant de ce lieu une curiosité locale.

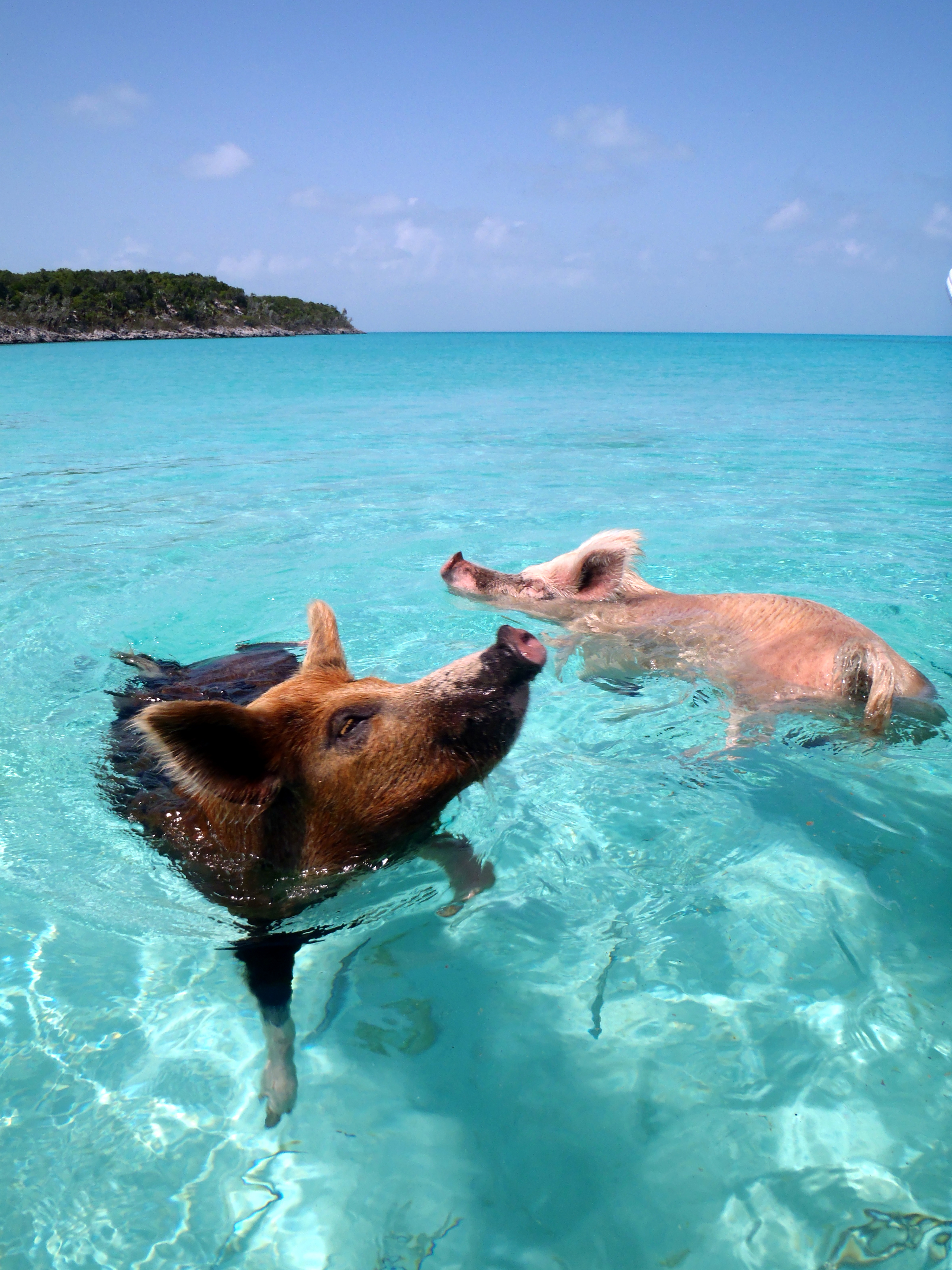
Pig Beach.